# (14343) 1984 SM5
(14343) 1984 SM5 là một tiểu hành tinh vành đai chính. Nó được phát hiện bởi Henri Debehogne ở Đài thiên văn La Silla ở Chile ngày 18 tháng 9 năm 1984.